# 庞特

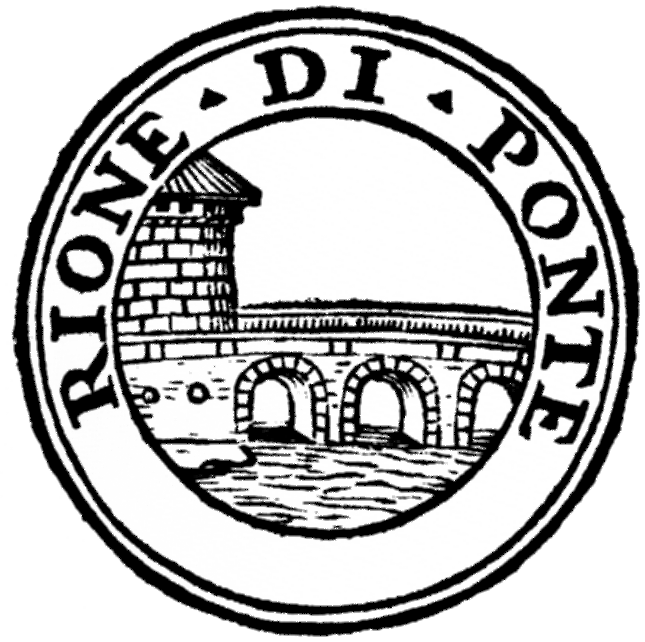
区徽

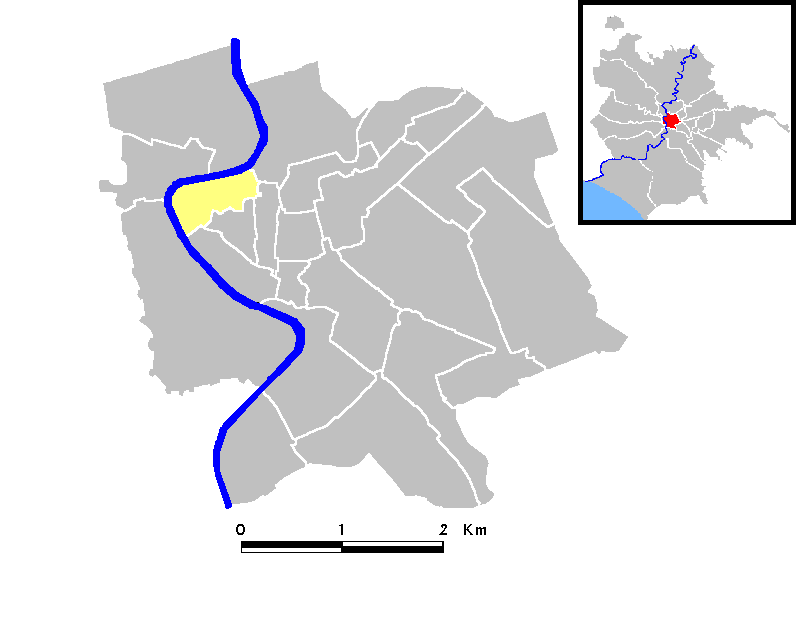
地图

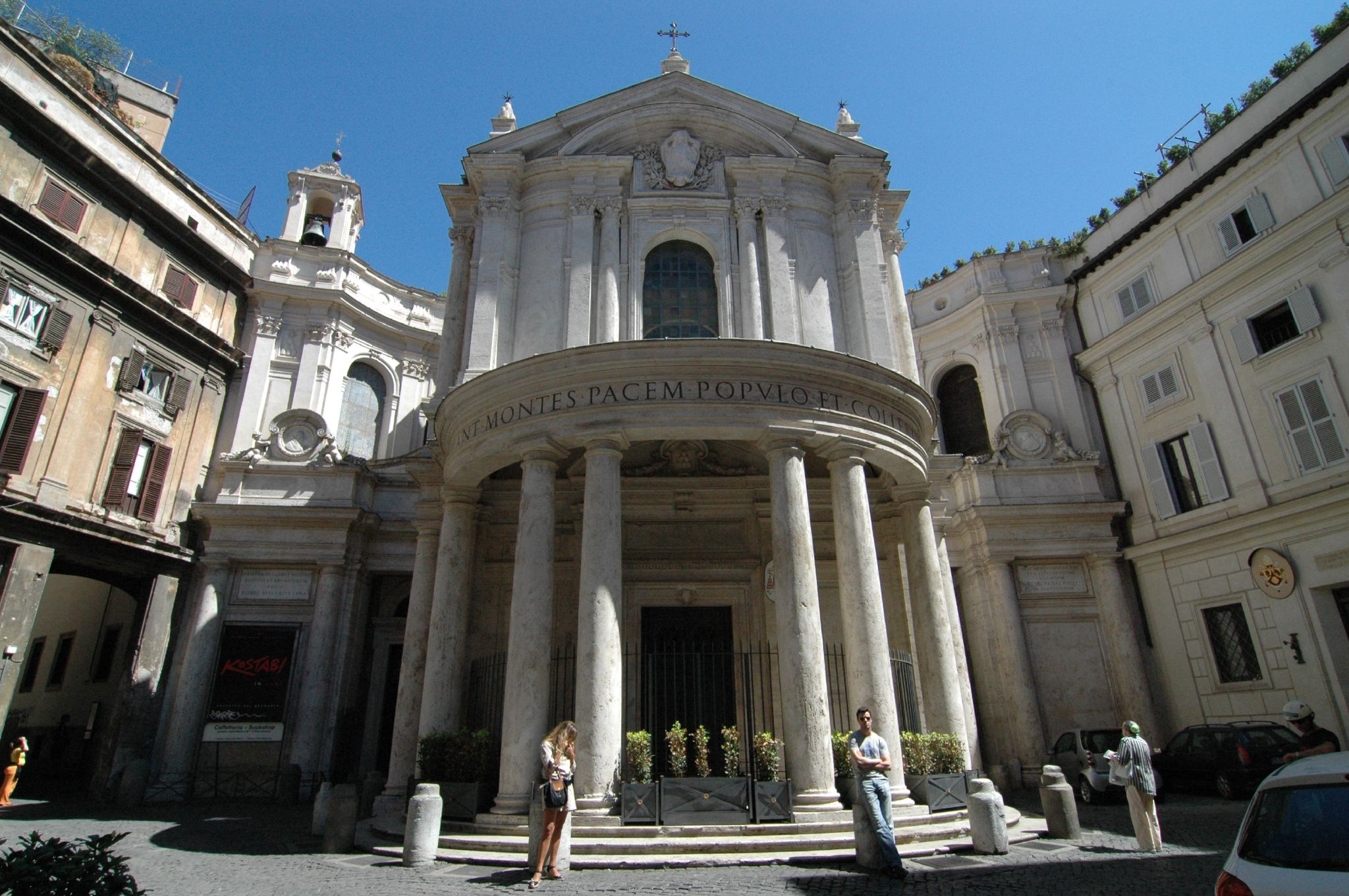
和平之后圣母堂

庞特（Ponte）是罗马的第五区。其名称意为“桥”，得名于由哈德良兴建于134年的圣天使桥。
虽然庞特是一个相当富裕的区，但是它也是受台伯河泛滥影响最严重的一个区。
1870年罗马成为统一的意大利首都后，该区完全改观。通往河边的狭窄街道消失了，建成阻止洪水的堤防和连接梵蒂冈的新桥梁。但是该区的内部仍可看到典型的老城景观。

## 教堂
- 佛罗伦萨的圣若望圣殿
- 圣玛利亚灵魂之母堂
- 和平之后圣母堂